# Druelle Balsac
Druelle Balsac község Franciaország Okcitánia régiójában, Aveyron megyében. Új községként 2017. január 1-jén jött létre két korábbi község: Druelle és Balsac egyesítésével. Az egyesüléskor az új község lélekszáma 2841 fő lett. Lakosainak száma 3179 fő (2022. január 1.).

## Népesség
| Lakosok száma | 3006 | 3081 | 3143 | 3180 | 3205 | 3196 | 3188 | 3179 |
|               | 2015 | 2016 | 2017 | 2018 | 2019 | 2020 | 2021 | 2022 |